# 51-й минно-торпедный авиационный полк (СССР)
51-й минно-торпедный Таллинский Краснознамённый орденов Ушакова и Нахимова авиационный полк Краснознамённого Балтийского флота — авиационный полк в составе ВВС Балтийского флота во время Великой Отечественной войны, затем и в послевоенное время. В настоящее время расформирован.

## История[1]
На основании приказа НК ВМФ № 0800 от 22.10.1943 г., на аэродроме Бернгардовка Ленинградской области начато формирование 51-го минно-торпедного авиационного полка трёхэскадрильного состава, по штату № 030/264. На формирование полка обращены 58-й ОМРАЭ (бывш. 58-я ОАЭ ВУ), 25-й ОИАЭ и 6-й ОСАЭ ВВС БФ, также л/с прибывал из 3-го ЗАП ВВС ВМФ. В штатном расписании предусматривалось 32 самолёта.
В декабре 1943 года полк был включён в состав 8-й МТАД ВВС БФ. И хотя прошло почти три месяца с начала формирования части, на 1 января 1944 года в ней имелся всего один самолёт А-20 и один Ил-4.
В середине февраля лётный и технический состав полка, в количестве 17 экипажей, поездом убыл в Северный Казахстан, на аэродром перегонщиков Тайнча, куда прибыл 20 февраля для приёмки самолётов Дуглас А-20 «Бостон» в 3-м ЗАП ВВС ВМФ. Из Тайнчи личный состав полка перевезли в Красноярск, где самолёты были приняты от перегоночного полка ВВС и облётаны, после чего на них перелетели под Ленинград.
До середины февраля 51-й МТАП базировался на аэродромах Новая Ладога и Приютино, осуществляя доукомплектование и боевое слаживание.
С 15 февраля 1944 года полк вошёл в состав действующей армии. Недостающие самолёты полк получал из 1-го гв. МТАП БФ. К первому июня полк был полностью укомплектован матчастью — американскими самолётами типа A-20G, но девять машин проходили переоборудование и две были неисправными.
20 июня полк приступил к боевой работе, базируясь на аэродроме Клопицы в Ленинградской области.

### Боевая работа полка[1]
20-21 июня 8 самолётов А-20 из 2-й АЭ полка, совместно с 5 Ил-4 из 1-го гв. МТАП, с аэродрома Новая Ладога выполнили боевой вылет на уничтожение плотины ГЭС «Свирь-2».
Летом 1944 года 1-я АЭ полка передана на доукомплектование 1-го гв. МТАП, понёсшего большие потери.
К середине июля 1944 г. полк перебазировался на аэродром Борки на южном побережье Финского залива. 16 июля с этого аэродрома 4 экипажа полка участвовали в налёте на плавбатарею «Ниобе». По результатам вылета три лётчика стали первыми в полку Героями Советского Союза.
Летом полк понёс большие потери в л/составе и технике и 4 августа выведен на переформирование. Командир полка В. М. Кузнецов снят с должности и направлен в 1-й гв. МТАП с понижением, туда же переведено 12 экипажей.
На пополнение полка поступали выпускники училищ, третья АЭ была сформирована из перегонщиков. 12 сентября полк завершил переформирование и вновь приступил к боевой работе, базируясь на аэродроме Клопицы.
22 сентября 1944 года приказом Верховного Главнокомандующего, за проявленное мужество и героизм в боях при освобождении столицы Эстонии, 51-му МТАП было присвоено почётное наименование «Таллинский».
11 октября 1944 года полк перелетел на аэродром Паневежис. В ноябре из состава полка сформирована авиагруппа численностью 6 самолётов, которая перелетела на аэродром Пярну и вошла в оперативное подчинение командира 9-й штурмовой авиационной дивизии ВВС БФ. Авиагруппа участвовала в нанесении массированных воздушных ударов по немецкому тяжёлому крейсеру «Адмирал Шеер», впрочем, без существенного успеха. 28 декабря 3-я АЭ перебазировалась на оперативный аэродром Паланга.
За 10 месяцев боёв в 1944 году полк потерял 67 самолётов и около 200 человек личного состава (видимо, имеются в виду не убитые, а выбывание л/с вообще по всем причинам).
15 февраля 1945 года 1-я и 2-я АЭ полка перелетела на аэродром Паланга, однако уже 9 марта полк полным составом перелетел на аэр. Грабштейн под Клайпедой (тогда Мемель), где базируется вместе с 1-м гв. МТАП.
5 апреля 1945 года, за отличия в боях полк был награждён орденом Красного Знамени. 20 апреля 1945 года, за доблесть и мужество, полк удостоен ордена Ушакова 2-й степени.
С 29 апреля 1945 г. 51-й МТАП базируется на аэр. Кольберг в Восточной Пруссии (ныне — Колобжег в Польше). 8 мая в полку выполнены последние боевые вылеты в этой войне.
В отличие от многих других минно-торпедных частей, 51-й МТАП работал исключительно в интересах флота, почти не привлекаясь для несвойственных задач. Согласно официальным данным, потоплено 159 боевых кораблей и транспортов противника, в том числе: линкор «Шлезиен», крейсер ПВО «Ниобе», вспомогательный крейсер «Орион», 7 эсминцев, миноносец, 17 сторожевых кораблей, 8 тральщиков, подводная лодка, сторожевой катер, 3 буксира и 6 самоходных десантных барж, два танкера, плавучий док и 109 транспортов общим водоизмещением 572 000 т; произведено 99 минных постановок. Семь человек в полку удостоены звания Героя советского Союза (из них один — посмертно).

### Послевоенная история полка[1]
По окончании войны полк перелетел на аэродром Паланга.
8 июля 1945 года, «за образцовое выполнение боевых заданий командования на фронте борьбы с немецко-фашистскими захватчиками в годы Великой Отечественной войны», указом Президиума Верховного Совета СССР 51-й МТАП был награждён орденом Нахимова 1-й степени.
До 1947 года полк последовательно дислоцируется на аэродромах Ленинградской области, когда в апреле полк перебазируется в Калининградскую область на аэродром Донское. На вооружении полка оставались американские А-20, но в 1948 году начали поступать Ту-2.
В 1952 году полк перелетел на аэродром Храброво и начал переучивание на Ил-28. По окончании обучения и комплектования в 1954 году полк вновь передислоцируется на аэродром Дунаевка, штаб полка — в Светлогорск.
Полк расформирован 1 июля 1960 года.

### Второе формирование полка
В 1961 году сформирован заново, как 759-й минно-торпедный авиационный полк 384-й минно-торпедной авиационной дивизии. Полку передано Боевое Красное знамя, исторический формуляр и все регалии 51-го МТАП. На вооружении полка были самолёты Ил-28.
Кубинская командировка.
Наиболее весомой вехой в истории этого полка является командировка на Кубу. В 1962 году 759-й МТАП в полном составе, а также приданные полку части обеспечения: 4287-я авиационно-техническая база, 289-й отдельный дивизион обеспечения управления посадки и 47-я минно-торпедная партия скрытно, под видом сельхозтехники, из Балтийска кораблями переправлены на Кубу. Для перевозки были задействованы:
- теплоход «Касимов» — отход 15 сентября, 22 самолёта, 75 торпед РАТ-52, имущество и 368 чел л/с
- теплоход «Эстония» — отход 23 сентября, группа офицеров и вольнонаёмных — 65 человек
- теплоход «Братск» — отход 2 октября, 7 самолётов, 85 торпед РАТ-52, 163 мины, 68 спец. машин, имущество и 291 чел л/с
- теплоход «Альметьевск» — отход 5 октября, 4 самолёта, 86 автомашин, 823 практические бомбы, имущество и 280 чел л/с
- теплоход «Николаевск» — отход 11 октября, 20 человек вольнонаёмных

Полк базировался на аэродроме San Julian (Сан-Хулиан). Тридцатого октября 1962 года состоялась первая лётная смена.
В 1963 году (??) полк выведен в Союз.

### Окончание истории
В 1971 году 759-й МТАП расформирован. Боевое Красное знамя, все регалии и исторический формуляр части переданы в 49-ю Таллинскую Краснознамённую орденов Ушакова и Нахимова отдельную противолодочную авиационную эскадрилью дальнего действия (бывш. 17-я ПЛАЭ) на аэродроме Коса. Условное наименование этой части также поменялось на в/ч 30945.
1 сентября 1996 года 49-я Таллинская Краснознамённая орденов Ушакова и Нахимова отдельная противолодочная авиационная эскадрилья и 397-я отдельная транспортная авиационная эскадрилья переформировываются в 316-й Таллинский Краснознамённый орденов Ушакова и Нахимова отдельный смешанный авиационный полк с передачей ему Боевого Знамени, почётного наименования, орденов СССР и исторического журнала, принадлежащих 49-й ОПЛАЭ (51-го МТАП). Номер части — в/ч 30945, место базирования формирования — аэродром Храброво.
В 1998 году полк свернули в эскадрилью — 398-ю ОТАЭ, без изменения места дислокации.
В 2009 году на аэродроме Храброво сформирована 7054-я Авиационная база Морской авиации, но через год она была расформирована, вся военная авиация с аэродрома Храброво официально выведена.

## Вооружение
Полк в годы ВОВ был вооружён американскими самолётами «Бостон» A-20, затем Ту-2, позже Ил-28.

## Уничтоженные корабли противника
За период военных действий лётчиками полка было уничтожено 117 кораблей противника, в том числе:
- крейсер Ниобе
- Орион (вспомогательный крейсер) (Orion)
- 3 миноносца
- 85 транспортных судов
- 1 подводная лодка
- 13 сторожевых кораблей.

Долгое время считалось, что крупнейший корабль Кригсмарине, уничтоженный войсками СССР в ходе Второй мировой войны, линкор «Шлезиен» был потоплен в результате авиаудара 51-го мтап. Однако последние исследования и сопоставление советских данных немецким позволяют утверждать, что налёт, к тому же неудачный, проводился по уже оставленному и взорванному экипажем кораблю.

## Боевые потери
В ходе боёв за период с июня 1944 по май 1945 года авиаполк потерял 70 самолётов. Число погибших в разных источниках разнится, по данным ЦАМО погибло 174 человека.

## Командиры полка
- майор В. М. Кузнецов (17 ноября 1943 — 31 июля 1944, снят с должности за большие потери)
- майор Ф. А. Ситяков (31 июля 1944 — 29 сентября 1944, погиб при возвращении с боевого задания, столкнувшись с водной поверхностью в сложных метеоусловиях)
- Герой Советского Союза майор А. И. Фокин (29 сентября 1944 — 20 октября 1944, ВРИД)
- майор И. Ф. Орленко (ноябрь 1944 — май 1945, снят с должности)
- Герой Советского Союза Г. В. Павлов (январь—май 1950)
- Герой Советского Союза подполковник В. В. Пирогов (май 1950 — декабрь 1951)
- А. П. Зверев (1954)

## Награды и почётные наименования
- Таллинский[4]
- Орден Красного Знамени (5 апреля 1945) — за образцовое выполнение заданий командования в боях с немецкими захватчиками при овладении городом Клайпеда (Мемель) и проявленные при этом доблесть и мужество[5]
- Орден Ушакова 2-й степени (20 апреля 1945) — за образцовое выполнение боевых заданий командования на фронте борьбы с немецкими захватчиками и проявленные при этом доблесть и мужество[6]
- Орден Нахимова 1-й степени (8 июля 1945) — за образцовое выполнение боевых заданий командования на фронте борьбы с немецко-фашистскими захватчиками и проявленные при этом доблесть и мужество[7]

## Герои Советского Союза и Российской Федерации
- подполковник Илья Неофитович Пономаренко (1944)
- майор Заварин Григорий Антонович (1945, посмертно)
- капитан Иван Васильевич Тихомиров (1944)
- старший лейтенант Александр Александрович Богачёв (1945)
- лейтенант Носов Виктор Петрович (1998, посмертно)
- лейтенант Сачко Иосиф Кузьмич (1944)
- лейтенант Борисов Михаил Владимирович (1945)
- младший лейтенант Рачков Иван Ильич (1945).
- младший лейтенант Игошин Александр Иванович (1998, посмертно)
- сержант Дорофеев Фёдор Иванович (1998, посмертно)